# Avgust Karl Mihail Mihajlovič Adaridi
‎‎Avgust Karl Mihail Mihajlovič Adaridi (rusko Август-Карл-Михаил Михаилович Адариди), ruski general in zgodovinar, * 29. avgust 1859, † 15. november 1940, Francija.
Po rusko-japonski vojni in prvi svetovni vojni je bil član uredništva Vojne enciklopedije in Vojnozgodovinske komisije.